# 스프레이그 그레이든
스프레이그 그레이든(영어: Sprague Grayden, 1980년 7월 21일 ~ )은 미국의 배우이다.

## 출연 작품
- 파라노말 액티비티 4 (2012)
- 파라노말 액티비티 3 (2011)
- 웨이크 (2009)
- 선스 오브 아나키 (2008)
- 마지막 자장가 (2008)
- 캘리포니아 뷰티 (2006)
- 제리코 (2006)
- 오버 데어 (2005)
- 위즈 시즌1 (2005)
- 조안 오브 아카디아 (2003)
- 미스테리 맨 (2002)
- Law & Order : 성범죄전담반 1 (1999)
- 아버지의 황혼 (1989)